# How Great Thou Art (canción)
"How Great Thou Art" ("Cuán grande es tu arte") es una canción compuesta por Stuart K. Hine, grabada, popularizada y convertida en un éxito por Elvis Presley quién registró la canción en estudio en 1966 y que años más tarde recibiría un premio Grammy por su segunda grabación de la misma durante una interpretación en vivo en 1974. A su vez Elvis ya había recibido con anterioridad un premio Grammy por su álbum How Great Thou Art que incluían como tema de apertura la primera versión de la canción homónima, grabada en estudio en 1966. 

## Grabaciones
Elvis realizó su primer registro del tema en 1966 durante las sesiones de grabación para la confección de su álbum How Great Thou Art, llevadas a cabo en el estudio B de la RCA de Nashville, Tennessee. La toma # 4 fue la que se escogió para la masterización. Esa misma toma que se incorporó al álbum fue la versión que tres años después RCA editó en formato de disco sencillo como cara B con "His Hand in Mine" en su cara A. 
La segunda vez que Elvis registró el tema fue en vivo el 20 de marzo de 1974 durante su concierto en el Mid-South Coliseum de Memphis, Tennessee y que se editó ese mismo año por la compañía RCA en el álbum Elvis: As Recorded Live On Stage In Memphis. 

## Músicos de la versión de 1966
Ver How Great Thou Art (álbum)
- Elvis Presley – voz, guitarra
- The Jordanaires – coros
- The Imperials – coros
- Millie Kirkham, Dolores Edgin, June Page – coros
- Boots Randolph, Rufus Long – saxofón
- Scotty Moore, Chip Young – guitarra
- Charlie McCoy – guitarra, bajo, armónica
- Pete Drake – pedal steel guitar
- Floyd Cramer – piano
- David Briggs, Henry Slaughter – piano, órgano
- Bob Moore, Henry Strzelecki – bajo
- D. J. Fontana – batería
- Buddy Harman – batería

## Músicos de la versión de 1974
- Elvis Presley - voz
- James Burton - guitarra eléctrica líder
- John Wilkinson - guitarra eléctrica rítmica
- Charlie Hodge - guitarra acústica y coros
- Duke Bardwell - bajo
- Glenn Hardin - piano
- Ronnie Tutt - batería
- Kathy Westmoreland - coros
- The Sweet Inspirations - coros
- J.D. Sumner & The Stamps - coros
- Joe Guercio y su orquesta [4]

## Ediciones
- How Great Thou Art (álbum) 1967
- His Hand In Mine / How Great Thou Art (sencillo) 1969
- Elvis Recorded Live On StageIn Memphis (álbum en vivo) 1974 [4]
- Elvis The How Great Thou Art Sessions (Box Set) [5]
- Elvis Ultimate Gospel (álbum compilado) 2003 [6]

## Premios Grammy
- Best Sacred Performance in 1967  "How Great Thou Art [1]
- Best Inspirational Performance in 1974  "How Great Thou Art.  [1]

## Certificaciones de la RIAA
El álbum "Elvis Recorded Live On StageIn Memphis" de 1974 conteniendo el tema "How Great Thou Art" fue certificado por la RIAA como disco de oro. En cuanto al trabajo de  "How Great Thou Art" registrado en 1967 alcanzó la tercera certificación de la RIAA de disco de platino en 2010. 